# 아팍스코

아팍스코

아팍스코(스페인어: Apaxco)는 멕시코 멕시코주에 위치한 도시로 면적은 80.34km2, 인구는 25,738명(2005년 기준)이다.

시 문장